# Antef VII
Antef VII – faraon, władca starożytnego Egiptu z XVII dynastii tebańskiej, z czasów końca Drugiego Okresu Przejściowego. Panował prawdopodobnie przez niecały rok w 1568 roku p.n.e. Zmarł w niewyjaśnionych okolicznościach, być może zamordowany.
Był synem Sobekemsafa II i być może królowej Nebemhat, ojcem Senachtenre Ahmose, swego następcy i bratem swego poprzednika, Antefa VI. Antef VII jak również jego brat, poprzednik Antef VI, zostali pochowani na zachodnim brzegu Teb w Dra Abu al-Naga, gdzie odnaleziono ich splądrowane groby. Za wstawiennictwem Auguste Mariettea trumny obu braci - władców, przekazane zostały do kolekcji egipskiej w Luwrze, gdzie znajdują się do dziś.

## Tytulatura
| M23 · X1 | L2 · X1 |

| M23 · X1 | L2 · X1 |

| N5 | Y8 | O4 · D21 | D2 · Z1 | Aa11 · D36 |

| N5 | Y8 | O4 · D21 | D2 · Z1 | Aa11 · D36 |

| N5 | Y8 | O4 · D21 | D2 · Z1 | Aa11 · D36 |

| N5 | Y8 | O4 · D21 | D2 · Z1 | Aa11 · D36 |

| M23 · X1 | L2 · X1 |

| M23 · X1 | L2 · X1 |

| N5 | Y8 | O4 · D21 | D2 · Z1 | Aa11 · D36 |

| N5 | Y8 | O4 · D21 | D2 · Z1 | Aa11 · D36 |

| N5 | Y8 | O4 · D21 | D2 · Z1 | Aa11 · D36 |

| N5 | Y8 | O4 · D21 | D2 · Z1 | Aa11 · D36 |

| G39 | N5 |

| G39 | N5 |

| W25 | M17 | N35 · X1 · f |

| W25 | M17 | N35 · X1 · f |

| W25 | M17 | N35 · X1 · f |

| W25 | M17 | N35 · X1 · f |

| G39 | N5 |

| G39 | N5 |

| W25 | M17 | N35 · X1 · f |

| W25 | M17 | N35 · X1 · f |

| W25 | M17 | N35 · X1 · f |

| W25 | M17 | N35 · X1 · f |